# X-Men: First Class
X-Men: First Class o X-Men: Primera generació és una pel·lícula de superherois del 2011 dirigida per Matthew Vaughn i basada en els X-Men, personatges de l'editorial Marvel Comics. Es tracta de la cinquena pel·lícula de la saga X-Men i preqüela de la trilogia original. La història transcorre principalment el 1962, durant la crisi dels míssils a Cuba, i se centra en la relació entre Charles Xavier i Erik Lensherr (Magneto), i en l'origen de llurs respectius grups: els X-Men i la Germandat de Mutants. Estrenada als Estats Units el 3 de juny del 2011, la pel·lícula està protagonitzada pels actors James McAvoy i Michael Fassbender en els papers de Charles Xavier i de Lensherr respectivament. Completen el repartiment Kevin Bacon, January Jones, Rose Byrne, Jennifer Lawrence, Zoë Kravitz, Nicholas Hoult, Jason Flemyng i Lucas Till.
La productora Lauren Shuler donner fou qui primer pensà en una preqüela sobre els joves X-Men durant la producció de X-Men 2 i, posteriorment, el productor Simon Kinberg suggerí a 20th Century Fox l'adaptació de la sèrie de còmics homònima, tot i que la pel·lícula no acabà essent fidel al còmic. Bryan Singer, que havia dirigit X-Men i X-Men 2, s'involucrà en el projecte el 2009, però com a productor i coguionista. Per la seva part, Matthew Vaughn s'encarregà de la direcció, així com d'escriure la versió final del guió juntament amb Jane Goldman.
La producció de X-Men: Primera generació començà l'agost del 2010, concloent el rodatge al desembre. Es feren gravacions addicionals l'abril del 2011 a només unes poques setmanes de l'estrena al juny del mateix any. El poc temps disponible suposà un desafiament per a les sis companyies responsables de la gran quantitat d'efectes visuals, que incloïen escenaris generats per ordinador i dobles digitals dels actors. Entre les localitzacions hi havia Oxford, el desert de Mojave i Geòrgia, mentre que el rodatge en plató es feu tant als Estudis Pinewood com als estudis de 20th Century Fox a Los Angeles. La roba de la dècada del 1960 que apareix a la pel·lícula s'inspirà en les pel·lícules de James Bond de l'època.

## Argument
El 1944, durant la Segona Guerra Mundial, en un camp de concentració a la Polònia ocupada, el científic Dr. Klaus Schmidt observa el jove Erik Lehnsherr doblegar una porta de metall amb la seva ment quan separen el nen de la seva mare. A la seva oficina, l'Schmidt ordena a en Lehnsherr moure una moneda sobre una taula. En veure que el nen és incapaç, l'Schmidt mata la seva mare. El dolor i la ira d'en Lehnsherr li fan aparèixer els seus poders magnètics, bo i matant dos guàrdies i destruint l'habitació. Mentrestant, en una mansió al comtat de Westchester, Nova York, el jove telèpata Charles Xavier coneix una jove capaç de canviar de cos, Raven. Content de trobar algú "diferent" com ell, la convida a viure amb la seva família com la seva germana adoptiva.
Divuit anys després, en Lehnsherr està rastrejant l'Schmidt, mentre que en Xavier es gradua a la Universitat d'Oxford amb una tesi doctoral sobre la mutació. A Las Vegas, l'agent de la CIA Moira MacTaggert segueix el coronel Hendry de l'exèrcit dels EUA fins al Club Foc Infernal. És llavors quan ella descobreix l'Schmidt (ara conegut com a Sebastian Shaw) amb la telèpata Emma Frost, i el teletransportador Azazel. Amenaçat per en Shaw i teleptransportat per l'Azazel al Saló de Guerra, en Hendry advoca pel desplegament de míssils nuclears a Turquia. Més endavant, el mutant Shaw assassina en Hendry quan intenta incomplir el tracte.

## Repartiment
- James McAvoy: Charles Xavier / Professor X
- Michael Fassbender: Erik Lehnsherr / Magneto
- Rose Byrne: Moira MacTaggert
- Jennifer Lawrence: Raven Darkholme / Mystique
- January Jones: Emma Frost
- Nicholas Hoult: Dr. Hank McCoy / Beast
- Oliver Platt: Home en vestit negre
- Jason Flemyng: Azazel
- Lucas Till: Alex Summers / Havok
- Edi Gathegi: Armando Muñoz / Darwin
- Kevin Bacon: Dr. Klaus Schmidt / Sebastian Shaw
- Caleb Landry Jones: Sean Cassidy / Banshee
- Zoë Kravitz: Angel Salvadore
- Álex González: Janos Quested / Riptide
- Glenn Morshower: Coronel Robert Hendry
- Matt Craven: director de la CIA McCone
- Rade Šerbedžija: general rus
- Ray Wise: Secretari d'Estat dels Estats Units
- Michael Ironside: capità de la U.S. Navy
- James Remar: general
- Annabelle Wallis: Amy
- Don Creech: Agent Stryker
- Brendan Fehr: oficial de comunicacions
- Aleksander Krupa: capità de la marina russa